# Ferdinand von Gmelin (Richter)
Ferdinand von Gmelin (* 21. Mai 1824 in Esslingen am Neckar; † 1. Mai 1896 in Freiburg im Breisgau) war ein deutscher Reichsgerichtsrat.

## Leben
Der Sohn eines Oberjustizrats studierte Rechtswissenschaften in Tübingen und war dort seit 1841 Mitglied der Burschenschaft Germania Tübingen.
Er wurde 1846 auf den württembergischen Landesherrn vereidigt. 1850 kam er als Gerichtsaktuar nach Göppingen. 1851 (oder 1853) wurde er Oberjustizassessor in Ulm und 1861 dort Oberjustizrat. 1870 wurde er zum Obertribunalsrat und Vorstand der Zivilkammer des Kreisgerichts Stuttgart befördert. Er war mehrere Jahre Vorsitzender des Stuttgarter Handelsgerichts bis man ihn 1873 an das württembergische Obertribunal berief. 1879 kam er an das Reichsgericht. Er war im II. und VI. Zivilsenat tätig. Er trat 1891 in den Ruhestand.

## Quelle
- Adolf Lobe: Fünfzig Jahre Reichsgericht am 1. Oktober 1929, Berlin 1929, S. 350.
- Anton Bettelheim u. a. (Hrsg.): Biographisches Jahrbuch und Deutscher Nekrolog, Band 1 (1896), Berlin u. a. 1897, S. 220f.

| Personendaten    | Personendaten               |
| ---------------- | --------------------------- |
| NAME             | Gmelin, Ferdinand von       |
| KURZBESCHREIBUNG | deutscher Reichsgerichtsrat |
| GEBURTSDATUM     | 21. Mai 1824                |
| GEBURTSORT       | Esslingen am Neckar         |
| STERBEDATUM      | 1. Mai 1896                 |
| STERBEORT        | Freiburg im Breisgau        |